# Alain Ayroles
Alain Ayroles és un guionista de còmics francès nascut el 26 de gener de 1968 a Saint-Céré (Òlt-Occitània).

## Biografia
Ayroles va estudiar art seqüencial a l'escola Beaux Arts d'Angoulême, on hi troba els seus futurs col·legues, els dibuixants Bruno Maïorana i Jean-Luc Masbou. La seva passió comuna pels jocs de rol va establir les bases per a futures col·laboracions en una sèrie de projectes de còmic de gran èxit. Com inventor de jocs va crear Contes et Racontars, un univers de fantasia que combinava aventures a partir de contes i llegendes tradicionals. Aquest univers es convertiria en la inspiració de dues sèries d'èxit en el futur: el conte de fades Garulfo i l'èpica De cape et de crocs.
Una editorial de còmics incipient creada pel jove Guy Delcourt va contractar Ayroles i diversos dels seus companys per treballar a Les enfants du Nil. Tot seguit, Ayroles va començar a escriure guions de còmics i a estudiar literatura i poesia franceses del segle XIII, així com el vocabulari. Mentrestant, va ocupar un lloc a l'estudi d'animació IDDH per treballar en els dissenys, la creació de personatges i els guions de sèries d'animació.
Amb la sèrie Garulfo (1995-2002) Ayroles va donar un nou gir al clàssic conte de fades. Amb dibuixos de Bruno Maïorana i publicat per Delcourt, va ser un èxit comercial i de crítica fins que va acabar després de sis àlbums. Paral·lelament, Ayroles i Masbou van llançar una segona sèrie a Delcourt, que tindria encara més èxit: De cape et de crocs (1995), hàbil barreja de còmic, novel·la, teatre i cinema dins d'una faula d’aventures del segle XVII. L'èxit va portar a publicar-ne 11 volums durant els següents vint-i-un anys. La recepció de la crítica va ser positiva, “una sèrie rica en mil i una referències, destil·lada amb habilitat per autors tan cultes com entremaliats”.
L'any 2008 apareix Sept Missionaries, amb dibuixos de Luigi Critone. L'àlbum forma part de la sèrie Sept, que varia d'un àlbum a un altre (històric, fantasia heroica, ciència-ficció, etc.); el seu únic punt en comú és el nombre de personatges: set. El que correspon a Ayroles va obtenir bones crítiques: "especialment ben elaborat des del punt de vista de la història i condimentat amb humor provocador". A partir del 2009 publica una nova sèrie amb Bruno Maïorana, D ("D, diario de un no muerto" en castellà) que s'endinsa i dona un nou enfocament a l'univers gòtic dels vampirs i de l’aventura colonial, en una trama ambientada a l'època victoriana.
Col·laborant amb Juanjo Guarnido (dibuix), va escriure el guió del one-shot Les Indes fourbes (2019), sobre les aventures de Pablos de Segovia, personatge de la novel·la El Buscón, de Francisco de Quevedo. Va tenir de seguida gran èxit de crítica i públic. Posteriorment va escriure la sèrie Les Chimères de Vénus (2021) amb Étienne Jung, un faula espacial en un segle XIX steampunk de sorprenent atmosfera verniana. així com el guió L'Ennemi du genre humain (2023) de la sèrie L'ombre des lumieres amb Richard Guérineau al dibuix.

## Obres
- Garulfo amb Bruno Maïorana (dibuix):

1. De mares en châteaux (1995)
2. De mal en pis (1996)
3. Le Prince aux deux visages (1997)
4. L'Ogre aux yeux de cristal (1998)
5. Preux et prouesses (2000)
6. La Belle et les Bêtes (2002)

- De cape et de crocs amb Jean-Luc Masbou (dibuix):

1. Le Secret du janissaire (1995).
2. Pavillon noir ! (1997).
3. L'Archipel du danger (1998).
4. Le Mystère de l'île étrange (2000).
5. Jean Sans Lune (2002).
6. Luna incognita (2004).
7. Chasseurs de chimères (2006).
8. Le maître d'armes (2007).
9. Revers de fortune (2009).
10. De la Lune à la Terre (2012).
11. Vingt mois avant (2014).
12. Si ce n'est toi... (2017)

- Sept

1. Sept missionnaires (2008). Amb Luigi Critone (dibuix).

- D amb Bruno Maïorana (dibuix):

1. Lord Faureston (2009).
2. Lady d'Angerès (2011).
3. Monsieur Caulard (2014).

- Les Indes Fourbes (2019). Amb Juanjo Guarnido (dibuix)
- Les Chimères de Vénus amb Etienne Jung (dibuix)

1. Les Chimères de Vénus 1 (2021).
2. Les Chimères de Vénus 2. (2023).

- L'Ombre des lumières amb Richard Guérineau (dibuix)

1. L'Ennemi du genre humain (2023).